# Catada antipodalis
Catada antipodalis là một loài bướm đêm trong họ Erebidae.